# Moses Abramovitz
Pour les articles homonymes, voir Abramovitz.
Moses "Moe" Abramovitz, né le 1er janvier 1912 à Brooklyn, New York et mort le 1er décembre 2000 à Stanford en Californie, est un économiste américain. Important théoricien de la croissance sur le long terme, il s'est interrogé sur le rôle que jouent les facteurs travail et capital dans la dynamique économique des pays développés.
Il fut surpris de constater que la contribution de ces facteurs à la croissance était de l'ordre de 50 %.
Il est dès lors gênant de ne pouvoir mesurer le principal facteur de croissance que de manière résiduelle (les autres 50 %). Il déclara alors « L'importance du résidu peut être prise comme une mesure de notre ignorance des causes de la croissance économique ».
il est également l'un des pionniers du département des sciences économiques de l'université Stanford, qu'il rejoint à l'automne 1948.